# Elektrisk dipolmoment
Elektrisk dipolmoment er i elektromagnetisme en målestok for separationen af positive og negative ladninger i et system af elektriske ladninger. Denne separation fører til en samlet polarisation, og jo større separationen bliver, desto større bliver det elektriske dipolmoment. Dipolmomenter optræder bl.a. i polære molekyler og dielektriske stoffer der udsættes for elektriske felter. Det sidste eksempel viser, at stoffer godt kan have et dipolmoment, selv om de udadtil er neutralt ladede. Det elektriske dipolmoment bruges også som en tilnærmelse for mere komplicerede ladningsfordelinger, da det giver simplere udtryk og ofte er en god approksimation.

## Definition
I det simpleste tilfælde defineres dipolmomentet {\displaystyle \mathbf {p} } som
{\displaystyle \mathbf {p} =q\mathbf {d} ,}
for et system med en positiv og en negativ elektrisk ladning af størrelse {\displaystyle \pm q}, hvor {\displaystyle \mathbf {d} } er en vektor der peger fra den positive til den negative ladning. Dipolmomentets størrelse er således direkte proportionelt med både ladningens størrelse og den indbyrdes afstand mellem ladningerne. Man siger, at ladningerne danner en dipol.
For systemer bestående af flere dipoler, kan det totale dipolmoment findes ved vektoraddition:
{\displaystyle \mathbf {p} _{\mathrm {tot} }=\sum _{i}\mathbf {p} _{i}.}

## Generel form
For mere generelle ladningsfordelinger, kan dipolmomentet findes ved at integrere over ladningstætheden ganget med en vektor fra observationspunktet {\displaystyle \mathbf {r} } til ladningspunktet {\displaystyle \mathbf {r} '}:
{\displaystyle \mathbf {p} (\mathbf {r} )=\int _{V}\rho (\mathbf {r} ')(\mathbf {r} '-\mathbf {r} )d^{3}\mathbf {r} '.}
For det simple system med to ladninger er dette udtryk ækvivalent med den forrige definition.

## Kræfter på dipoler
En dipol, der placeres i et eksternt elektrisk felt vil mærke et kraftmoment, der forsøger at ensrette dipolens orientation med feltet. For et homogent felt {\displaystyle \mathbf {E} } er kraftmomentet
{\displaystyle \mathbf {\tau } =\mathbf {p} \times \mathbf {E} .}
At denne kraft forsøger at ensrette dipolen med feltet er et udtryk for at dette er en tilstand med lavere potentiel energi for dipolen. Den potentielle energi for dipolen er givet ved
{\displaystyle V=-\mathbf {p} \cdot \mathbf {E} ,}
og det ses at denne energi er lavest når prikproduktet er størst; nemlig når {\displaystyle \mathbf {p} } og {\displaystyle \mathbf {E} } er parallelle.

## Elektriske felt af en dipoler
Tekst mangler, hjælp os med at skrive teksten

## Dipoler og polarisationstæthed af stoffer
Tekst mangler, hjælp os med at skrive teksten

## Multipoler og multipol-udviklinger
| Fysik | Spire Denne artikel om fysik er en spire som bør udbygges. Du er velkommen til at hjælpe Wikipedia ved at udvide den. |